# Dadal
Dadal (mongoliska: Дадал Сум, Дадал, Dadal Sum) är ett distrikt i Mongoliet.   Det ligger i provinsen Chentij, i den östra delen av landet, 400 km öster om huvudstaden Ulaanbaatar. Det är tänkbart att Djingis khan föddes här.